# افغانستان در ۱۹۲۴
رویدادهای که در سال ۱۹۲۴ میلادی در افغانستان رخ داده‌اند، در ذیل بیان شده‌اند.

## متصدیان
- پادشاه – امان‌الله خان

## ژانویه ۱۹۲۴
بعد از تاخیرهای طولانی مدت، در نهایت دولت افغانستان اقدامات جدی را برای دستگیری گروه‌های یاغی، که پس از کشتن چندین مقامات بریتانیا و خانم‌های آن‌ها در آن سوی مرز به قلم‌رو افغانستان پناه آورده بودند، روی دست گرفت. گروهی که به‌نام «گروه کوهات» یاد می‌شدند در ۱۳ ژانویه دستگیر و به کابل آورده شد، هم‌چنین از قاتل‌های «لندی کوتل» یکی آن‌ها چند روز بعد کشته شده و یکی دیگر آن زخمی اما دستگیر نگردید. زندانیان پس از آن به ترکستان تبعید شدند. در عین حال حکومت افغانستان از استخدام مردمان قبایل وزیری که در قلم‌رو بریتانیا زندگی می‌کردند در ارتش خود، منصرف شد و با این کار یک روحیه کم‌تر دوستانه نسبت به روحیه‌ای که چندی قبل اظهار می‌داشت، نشان داد.

## انتهای آوریل ۱۹۲۴
امیر مجبور بود همانند سال قبل، به دلیل نارضایتی مردم از اصلاحات که وی می‌خواست معرفی نماید، با یک شورش جدی که معروف به شورش خوست بود، روبرو شود. مرکز این شورش ولسوالی خوست بود و رهبری‌کننده، قبیله منگل‌ها بود. شورشی‌ها متون را تهدید کردند و یک نیروی قابل‌توجه از جانب امیر برای آرام‌نمودن آن‌جا فرستاده شد. یک درگیری اندک در حومه‌های شهر صورت گرفت، اما نتیجه تعیین‌کننده در پی نداشت. شورش قدرت بیشتر به‌دست‌آورد و آن‌ها در ماه جولای شخصی به‌نام عبدالکریم را به عنوان امیر تعیین نمودند و مدعی شدند، که وی نوه امیر شیرعلی خان است. با این حال، حکومت هندوستان ادعا کرد، که وی پسر نامشروع امیر یعقوب خان بوده و در هند متولد شده‌است، یعقوب خان به‌خاطر بدنامی به جامعه افغانستان از پذیرفتن وی خودداری کرده بود.
امیر در ماه اگست دو هواپیما از بریتانیا خریداری کرد، تا علیه شورشی‌ها استفاده نماید و ملکه وی نیز با توزیع جوایز بزرگ برای هر آن کسی که تحت بیرق وی می‌جنگیدند، اشتیاق سربازان را برانگیخت. با این وجود، ستیزه با شورشی‌های که چند قبیله دیگر نیز به آن‌ها پیوسته بود، برای چند مدتی دوام کرد. روحیه شورشی‌ها در ماه اکتوبر شروع به تضعیف شدن کرد؛ یک شکست سنگین به آن‌ها در لوگر تحمیل شد و تا ماه نومبر شورش در خوست به‌طور کلی خاموش شده بود. با این حال، حکومت هنوز هم یک نیروی قوی را در خوست حفظ کرده بود.
در اوایل سال، فرستادگان روسیه در کابل به دنبال برانگیختن احساسات ضد بریتانیایی، به‌ویژه بریتانیا را متهم به دامن زدن به شورش می‌کردند. با وجود آن، روابط میان افغانستان و بریتانیا به‌طور قابل توجهی بهبود یافت.

## تولدها
- ۱۰ مارس – لودویگ دبلیو. آدامیک، تاریخ‌نگار اتریشی متولد افغانستان (وفات ۲۰۱۹)